# Liste der Träger des Verdienstordens des Landes Rheinland-Pfalz/2018
Im Jahr 2018 wurden folgende Personen mit dem Verdienstorden des Landes Rheinland-Pfalz geehrt:
| Ordensträger            | Lebensdaten | Wohnort        | Wirken |
| ----------------------- | ----------- | -------------- | ------ |
| Heike Boomgaarden       | * 1962      | Erbach         |        |
| André Borsche           | * 1955      | Bad Kreuznach  | Arzt   |
| Anna Bulanda-Pantalacci |             | Trier          |        |
| Brigitte Christoffel    |             | Matzenbach     |        |
| Dirk Hennig             |             | Unnau          |        |
| Andreas Meder           |             | Berlin         |        |
| Marie-France Poulin     |             | Lurcy-le-Bourg |        |
| Joachim Schütze         |             | Trier          |        |
| Gisela Textor           |             | Lonnig         |        |
| Veronika Thomeczek      |             | Tiefenthal     |        |
| Wolfgang Thomeczek      |             | Tiefenthal     |        |